# Kenny Chesney
 Kenneth Arnold Chesney (Knoxville, Tennessee, 26 de marzo de 1968), conocido como Kenny Chesney, es un cantante de música country estadounidense.
Después de haber hecho su debut en un sello independiente en 1993, Chesney ha grabado trece álbumes, once de los cuales han sido certificados de oro o superiores por la RIAA. Hasta la fecha, también ha producido treinta Top Tens individuales en los Estados Unidos. Además, Chesney ha recibido seis ACM (Academia de Música Country) ,así como tres premios CMA. Su álbum más reciente es "Born", que fue puesto a la venta el 22 de marzo de 2024.

## Carrera
El primer gran éxito de Chesney fue "Fall in Love", que llegó a los Top 10 en la primavera de 1995. La siguiente canción "All I Need to Know" también fue un acierto, pero las canciones subsecuentes ni siquiera llegaron a los Top 20.
En el otoño de 1996, publicó su canción más exitosa hasta ahora, que tiene el título "Me and You" y que llegó a los Top 5. La canción "When I Close My Eyes" fue casi tan exitosa como la precedente.

## Vida privada
El 9 de mayo de 2005, Kenny Chesney se casó con la actriz Renée Zellweger en las Islas Vírgenes. Se habían conocido durante una fiesta benéfica en enero de 2005. Chesney había dicho que Zellweger era su actriz favorita y escribió “You Had Me from Hello”.
Al cabo de cuatro meses, el 16 de septiembre de 2005, Zellweger anunció la separación y quiso que el matrimonio estuviese cancelado por fraude. Las razones de la separación eran algunas diferencias en el planeamiento de la familia – Zellweger quería tener niños, a diferencia de Chesney. El 22 de diciembre de 2005 el matrimonio se anuló, de forma que ambos nunca habían estado casados jurídicamente.

## Discografía
- In My Wildest Dreams (1994)
- All I Need To Know (1995)
- Me And You (1996)
- I Will Stand (1997)
- Everywhere We Go (1999)
- No Shoes, No Shirt, No Problems (2002)
- All I Want For Christmas Is A Real Good Tan (2003)
- When the Sun Goes Down (2004)
- Be As You Are (Songs from an Old Blue Chair) (2005)
- The Road and the Radio (2005)
- Just Who I Am: Poets & Pirates (2007)
- Lucky Old Sun (2008)
- Hemingway's Whiskey (2010)
- Welcome to the Fishbowl (2012)
- Life on a Rock (2013)
- The Big Revival (2014)
- Cosmic Hallelujah (2016)
- Songs for the Saints (2018)
- Here and Now (2020)
- Born (2024)